# David Nathaniel Friedrich Dietrich
David Dietrich ( Ziegelhain 3 de octubre 1800 - Jena 23 de diciembre 1888) fue un botánico alemán

## Biografía
David Dietrich siguió la tradición familiar dedicando su vida a la Botánica. Desde 1828 Dietrich trabajó como académico en Jena. En 1836 hizo el doctorado en la universidad local, antes había sido el curador del Herbario universitario en Jena a cargo de E.Stahl en los últimos años de su vida.
Durante su vida, Dietrich escribió diversos tratados sobre la flora alemana, incluyendo plantas venenosas, musgos y flora de bosques, y escribió varias enciclopedias de botánica. Dietrich murió el 23 de octubre de 1888 en Jena.

## Algunas publicaciones
- Con Jonathan Carl Zenker (1799-1837) Musci Thuringici. 1821-1823
- Forstflora…. 1828 – 1833
- Synopsis plantarum. Cinco vols. 1838 - 1852
- Flora universalis. 1831 - 1861, obra con 4.760 ilustraciones en colores
- Deutschlands ökonomische Flora. Cinco vols. 1833 - 1864
- Lichenographia germanica…. 1832 – 1837

- La abreviatura «D.Dietr.» se emplea para indicar a David Nathaniel Friedrich Dietrich como autoridad en la descripción y clasificación científica de los vegetales.[3]

## Fuente
- http://www.david-dietrich.de/e/index.shtml (enlace roto disponible en Internet Archive; véase el historial, la primera versión y la última).
- Allen G. Debus (dir.) 1968. World Who’s Who in Science. A Biographical Dictionary of Notable Scientists from Antiquity to the Present. Marquis-Who’s Who (Chicago) : xvi + 1.855 pp.